# Kalyanji Anandji
Kalyanji Anandji es un dúo musical de la India, el nombre del dúo pertenece a un compositor indio, uno de los más reconocido por su trabajo en bandas sonoras de películas en hindi, particularmente en géneros de acción en la década de los años 1970. El nombre viene de pila de los hermanos de Gujarati, que decidieron formar un dúo, como Kalyanji Virji Shah y Anandji Virji Shah. Algunas de sus obras más conocidas son Don, Bairaag, Saraswatichandra, Qurbani, Tridev y Safar. Ganaron el Premio el "Filmfare" wn 1975, como los Mejores Directores Musicales por su interpretación en la película Kora Kagaz. 

## Discografía
| Año  | Película                   | Notas                                             |
| ---- | -------------------------- | ------------------------------------------------- |
| 1956 | Bajrangbali                |                                                   |
| 1958 | Samrat Chandragupt         |                                                   |
| 1958 | Post Box 999               |                                                   |
| 1959 | Satta Bazaar               |                                                   |
| 1959 | O Tera Kya Kahna           |                                                   |
| 1959 | Madari                     |                                                   |
| 1959 | Ghar Ghar Ki Baat          |                                                   |
| 1959 | Bedard Zamana Kya Jane     |                                                   |
| 1960 | Dil Bhi Tera Hum Bhi Tere  |                                                   |
| 1960 | Chhalia                    |                                                   |
| 1961 | Payaase Panchhi            |                                                   |
| 1961 | Passport                   |                                                   |
| 1962 | Mehndi Lagi Mere Haath     |                                                   |
| 1963 | Phool Bane Angaare         |                                                   |
| 1963 | Bluff Master               |                                                   |
| 1964 | Ji Chahta Hai              |                                                   |
| 1964 | Ishaara                    |                                                   |
| 1964 | Dulha Dulhan               |                                                   |
| 1964 | Majboor                    |                                                   |
| 1965 | Saheli                     |                                                   |
| 1965 | Purnima                    |                                                   |
| 1965 | Jab Jab Phool Khile        |                                                   |
| 1965 | Himalay Ki Godmein         | Nominated, Filmfare Award for Best Music Director |
| 1965 | Johar-Mehmood in Goa       |                                                   |
| 1966 | Preet Na Jane Reet         |                                                   |
| 1966 | Johar in Kashmir           |                                                   |
| 1967 | Upkar                      | Nominated, Filmfare Award for Best Music Director |
| 1967 | Raaz                       |                                                   |
| 1967 | Dil Ne Pukara              |                                                   |
| 1967 | Aamne Samne                |                                                   |
| 1968 | Teen Bahuraniyan           |                                                   |
| 1968 | Suhaag Raat                |                                                   |
| 1968 | Saraswatichandra           | National Film Award for Best Music Direction      |
| 1968 | Parivar                    |                                                   |
| 1968 | Juaari                     |                                                   |
| 1968 | Haseena Maan Jayegi        |                                                   |
| 1968 | Baazi                      |                                                   |
| 1969 | Vishwas                    |                                                   |
| 1969 | Tamanna                    |                                                   |
| 1969 | Raja Saab                  |                                                   |
| 1969 | Nannha Farishta            |                                                   |
| 1969 | Mahal                      |                                                   |
| 1969 | Ek Shrimaan Ek Shrimati    |                                                   |
| 1969 | Bandhan                    |                                                   |
| 1970 | Yaadgaar                   |                                                   |
| 1970 | Gopi                       |                                                   |
| 1970 | Safar                      |                                                   |
| 1970 | Purab Aur Paschim          |                                                   |
| 1970 | Priya                      |                                                   |
| 1970 | Mere Humsafar              |                                                   |
| 1970 | Holi Ayee Re               |                                                   |
| 1970 | Ghar Ghar Ki Kahani        |                                                   |
| 1970 | Geet                       |                                                   |
| 1970 | Aansoo Aur Muskan          |                                                   |
| 1970 | Sachaa Jhutha              |                                                   |
| 1970 | Kab? Kyoon? Aur Kahan?     |                                                   |
| 1970 | Johny Mera Naam            |                                                   |
| 1971 | Preet Ki Dori              |                                                   |
| 1971 | Paras                      |                                                   |
| 1971 | Maryada                    |                                                   |
| 1971 | Kathputli                  |                                                   |
| 1971 | Kangan                     |                                                   |
| 1971 | Johar Mehmood in Hong Kong |                                                   |
| 1971 | Hum Tum Aur Woh            |                                                   |
| 1971 | Upaasna                    |                                                   |
| 1971 | Chhoti Bahu                |                                                   |
| 1971 | Rakhwala                   |                                                   |
| 1972 | Maalik                     |                                                   |
| 1972 | Janwar Aur Insaan          |                                                   |
| 1972 | Hari Darshan               |                                                   |
| 1972 | Ek Hasina Do Diwane        |                                                   |
| 1972 | Apradh                     |                                                   |
| 1972 | Lalkaar                    |                                                   |
| 1972 | Joroo Ka Ghulam            |                                                   |
| 1972 | Victoria No. 203           |                                                   |
| 1973 | Samjhauta                  |                                                   |
| 1973 | Kashmakash                 |                                                   |
| 1973 | Kahani Kismat Ki           |                                                   |
| 1973 | Heera                      |                                                   |
| 1973 | Ghulam Begam Badshah       |                                                   |
| 1973 | Ek Kunwari Ek Kunwara      |                                                   |
| 1973 | Black Mail                 |                                                   |
| 1973 | Agni Rekha                 |                                                   |
| 1973 | Banarasi Babu              |                                                   |
| 1973 | Gopi                       |                                                   |
| 1973 | Zanjeer                    | Nominated, Filmfare Award for Best Music Director |
| 1974 | Vachan                     |                                                   |
| 1974 | Paap Aur Punya             |                                                   |
| 1974 | Hum Rahi                   |                                                   |
| 1974 | Har Har Mahadev            |                                                   |
| 1974 | Anjaan Raahen              |                                                   |
| 1974 | Albeli                     |                                                   |
| 1974 | Kora Kagaz                 | Filmfare Award for Best Music Director            |
| 1974 | Kasauti                    |                                                   |
| 1974 | 5 Rifles                   |                                                   |
| 1974 | Patthar Aur Payal          |                                                   |
| 1974 | Haath Ki Safai             |                                                   |
| 1975 | Zorro                      |                                                   |
| 1975 | Uljhan                     |                                                   |
| 1975 | Himalay Se Ooncha          |                                                   |
| 1975 | Apne Dushman               |                                                   |
| 1975 | Anokha                     |                                                   |
| 1975 | Rafoo Chakkar              |                                                   |
| 1975 | Dharmatma                  |                                                   |
| 1975 | Chori Mera Kaam            |                                                   |
| 1975 | Faraar                     |                                                   |
| 1976 | Shankar Shambhu            |                                                   |
| 1976 | Rangila Ratan              |                                                   |
| 1976 | Lagaaam                    |                                                   |
| 1976 | Ek Se Badhkar Ek           |                                                   |
| 1976 | Do Anjaane                 |                                                   |
| 1976 | Bhoola Bhatka              |                                                   |
| 1976 | Bajrangbali                |                                                   |
| 1976 | Bairaag                    | Nominated, Filmfare Award for Best Music Director |
| 1976 | Adalat                     |                                                   |
| 1976 | Kalicharan                 |                                                   |
| 1976 | Khaan Dost                 |                                                   |
| 1976 | Hera Pheri                 |                                                   |
| 1976 | Kabeela                    |                                                   |
| 1977 | Yaaron Ka Yaar             |                                                   |
| 1977 | Naami Chor                 |                                                   |
| 1977 | Kasum Khoon Ki             |                                                   |
| 1977 | Kalabaaz                   |                                                   |
| 1977 | Farishta Ya Qatil          |                                                   |
| 1977 | Chakkar Pe Chakkar         |                                                   |
| 1977 | Aakhri Goli                |                                                   |
| 1977 | Khoon Pasina               |                                                   |
| 1977 | Khel Khilari Ka            |                                                   |
| 1977 | Hira Aur Patthar           |                                                   |
| 1977 | Hatyara                    |                                                   |
| 1978 | Rahu Ketu                  |                                                   |
| 1978 | Karmayogi                  |                                                   |
| 1978 | Besharam                   |                                                   |
| 1978 | Atithee                    |                                                   |
| 1978 | Anjaam                     |                                                   |
| 1978 | Nasbandi                   |                                                   |
| 1978 | Ganga Ki Saugand           |                                                   |
| 1978 | Aakhri Daku                |                                                   |
| 1978 | Don                        | Nominated, Filmfare Award for Best Music Director |
| 1978 | Anjane Mein                |                                                   |
| 1978 | Do Musafir                 |                                                   |
| 1978 | Trishna                    |                                                   |
| 1978 | Muqaddar Ka Sikandar       |                                                   |
| 1978 | Chor Ke Ghar Chor          |                                                   |
| 1979 | Bagula Bhagat              |                                                   |
| 1979 | Guru Ho Jaa Shuru          |                                                   |
| 1979 | Ahisma                     |                                                   |
| 1980 | Sau Din Saas Ke            |                                                   |
| 1980 | Bombay 405 Miles           |                                                   |
| 1980 | Kashish                    |                                                   |
| 1980 | Qurbani                    | Nominated, Filmfare Award for Best Music Director |
| 1980 | Neeyat                     |                                                   |
| 1980 | Jwalamukhi                 |                                                   |
| 1981 | Professor Pyarelal         |                                                   |
| 1981 | Katilon Ke Kaatil          |                                                   |
| 1981 | Krodhi                     |                                                   |
| 1981 | Lawaaris                   |                                                   |
| 1981 | Itni Si Baat               |                                                   |
| 1981 | Yeh Rishta Na Tootay       |                                                   |
| 1981 | Khoon Ka Rishta            |                                                   |
| 1982 | Log Kya Kahenge            |                                                   |
| 1982 | Do Guru                    |                                                   |
| 1982 | Raj Mahal                  |                                                   |
| 1982 | Vidhaata                   |                                                   |
| 1983 | Haadsaa                    |                                                   |
| 1983 | Taqdeer                    |                                                   |
| 1983 | Nastik                     |                                                   |
| 1983 | Ghungroo                   |                                                   |
| 1983 | Kalaakaar                  |                                                   |
| 1984 | Raaj Tilak                 |                                                   |
| 1985 | Karishma Kudrat Kaa        |                                                   |
| 1985 | Ek Chitthi Pyar Bhari      |                                                   |
| 1985 | Pighalta Aasman            |                                                   |
| 1985 | Yudh                       |                                                   |
| 1986 | Baat Ban Jaye              |                                                   |
| 1986 | Chameli Ki Shaadi          |                                                   |
| 1986 | Sultanat                   |                                                   |
| 1986 | Pahunchey Huwe Log         |                                                   |
| 1986 | Janbaaz                    |                                                   |
| 1986 | Nasihat                    |                                                   |
| 1987 | Imaandaar                  |                                                   |
| 1987 | Kalyug Aur Ramayan         |                                                   |
| 1987 | Hiraasat                   |                                                   |
| 1987 | Thikana                    |                                                   |
| 1988 | Saazish                    |                                                   |
| 1988 | Falak (The Sky)            |                                                   |
| 1988 | Mohabbat Ke Dushman        |                                                   |
| 1988 | Rukhsat                    |                                                   |
| 1988 | Mahaveera                  |                                                   |
| 1989 | Galiyon Ka Badshah         |                                                   |
| 1989 | Daata                      |                                                   |
| 1989 | Tridev                     | Nominated, Filmfare Award for Best Music Director |
| 1989 | Jaadugar                   |                                                   |
| 1990 | Pyaar Ka Toofan            |                                                   |
| 1990 | C.I.D.                     |                                                   |
| 1991 | Pratigyabadh               |                                                   |
| 1991 | Iraada                     |                                                   |
| 1991 | Zaher                      |                                                   |
| 1991 | Kaun Kare Kurbanie         |                                                   |
| 1991 | Dharam Sankat              |                                                   |
| 1994 | Saboot Mangta Hain Kanoon  |                                                   |
| 1994 | Ulfat Ki Nayee Manzilen    |                                                   |

## Temas musicales y películas
- "Aankhon Aankhon Me Hum Tum" (Mahal, 1969)
- "Aaj Ki Raat Sajan" (Viswas, 1969)
- "Aao Tumhe Me Pyar Sikha Doon" (Upasna, 1971)
- "Aap Se Humko Bichhade Huye" (Vishwas, 1969)
- "Akele Hai Chale Aao" (Raaz, 1967)
- "Ankhiyon Ka Noor Hai Tu" (Johar Mehmood in Goa, 1965)
- "Apni to jaise taise" (Laawaris, 1978)
- "Are Husn Chala Kuchh Aisi" (Bluffmaster, 1963)
- "Are Oh Re, Dharti ki Tarah" (Suhaag Raat, 1968)
- "Aur Iss Dil Mein Kya" (Imaandaar, 1987)
- "Are Rafta Rafta Dekho Meri" (Kahani Kismat Ki, 1973)
- "Badi Door Se Aaye hain" (Samjhauta, 1973)
- "Ban Ke Sathi Pyar Ki Raho Mein" (Sweetheart, 1971)
- "Bekhudi Mein Sanam" (Haseena Maan Jayegi, 1968)
- "Bharat Ka Rahnewala Hoon" (Purab Aur Pachhim, 1970)
- "Bina Badra ke Bijuria" (Bandhan, 1969)
- "Bure Bhi Hum Bhale Bhi Hum" (Banarasi Babu, 1973)
- "Chahe Aaj Mujhe Na Pasand Karo" (Darinda, 1977)
- "Chahe Paas Ho" (Samrat Chandragupta, 1959)
- "Chandan Sa Badan" (Saraswatichandra, 1968)
- "Chand Si Mehbooba" (Himalay Ki God Mein, 1965)
- "Chandi Ki Dewar Na Todi" (Viswas, 1969)
- "Chale The Saath Milkar " (Haseena Maan Jayegi, 1968)
- "Chhalia Mera Naam" (Chhalia, 1960)
- "Chhuk Chhuk" (Rafoo Chakkar, 1975)
- "Chhoti Si Umar Mein Lag" (Bairaag, 1976)
- "Chupke Se Dil Dai De" (Maryada, 1971)
- "Dam Dam Diga Diga" (Chhalia, 1960)
- "Darpan Ko Dekha" (Upasna, 1971)
- "Dheere Re Chalo Gori" (Johar Mahmood In Goa, 1965)
- "Dil Beqarar Sa Hai" (Ishaara, 1964)
- "Dil Jalon Ka Dil Jalake" (Zanjeer", 1973)
- "Dil Ko Dekho Chehra Na Dekho" (Sachaa Jhutha, 1970)
- "Dil Lootnewale Jadugaar" (Madari, 1959)
- "Dil Ne Dil Se" (Rakhwala, 1971)
- "Dil To Dil Hai" (Kab Kyon Aur Kahan, 1970)
- "Dilwala Diwana Mutwala Mastana" (Professor Pyarelal, 1981)
- "Do bechare bina sahare" (Victoriya No. 203, 1972)
- "Do Qadam Tum Bhi Chalo" (Ek Hasina Do Diwane, 1971)
- "Dulhan Chali" (Purab Aur Pachhim, 1970)
- "Duniya Mein Pyar Ki Sab Ko" (Sachaa Jhutha, 1970)
- "Duniya Mujhe Se Kahti Hai Ki Peena Chod De" (Kahani Kismat Ki, 1973)
- "Ek Baat Poochu Dil Ki Baa" (Kathputli, 1971)
- "Ek Se Badhkar Ek" (Ek Se Badhkar Ek, 1976)
- "Ek Tara Bole" (Yaadgaar, 1970)
- "Ek Tuna Mila", (Himalay Ki God Mein, 1965)
- "Ga Ga Ga Gaye Ja" (Professor Pyarelal, 1981)
- "Gali Gali Mein" (Tridev, 1989)
- "Ganga Maiya Men Jab Tak" (Suhaag Raat, 1968)
- "Gazar Ne Kiya Hai Ishara (Tridev, 1989)
- "Ghodi Pe Ho Ke Sawar" (Ghulam Begam Badshah, 1973)
- "Govinda Aala Re Aala" (Bluff Master, 1963)
- "Guni Jano Bhakt Jano" (Anshoo Aur Muskan, 1970)
- "Har Kisiko Nahi Milta" (Jaanbaaz, 1986)
- "He Re Kanhaiya" (Chhoti Bahu, 1971)
- "Hum Chod Chale Hai Mehfil Ko" (Ji Chahta Hai, 1964)
- "Humare Siva Tumhare Aur Kitne Diwane" (Apradh, 1972)
- "Hum Ko Mohabbat Ho Gai Hai" (Haath Ki Safai", 1974)
- "Hum The Jinke Sahare" (Safar, 1970)
- "Humsafar Ab Yeh Safar Ka" (Juari, 1968)
- "Humsafar Mere Humsafar" (Purnima", 1965)
- "Hamne Tujhko Pyar Kiya Hai " (Dulha Dulhan, 1964)
- "Humne Aaj Se Tume Yeh Naam De Diya" (Raja Sahab, 1969)
- "Ho Gaye Hum Aapke Kasamse" (Bombay 405 Miles, 1981)
- "Husna ke Lakhon rang"(Johny Mera Naam, 1970)
- "Jeevan Se Bhari Teri Aankhen" (Safar, 1970)
- "Jiske Sapne Humen Roz Aate Hai (Geet, 1971)
- "Jis Path Pe Chala" (Yaadgaar, 1970)
- "Jo Pyar Tune Mujhko Diya Tha" (Dulha Dulhan, 1964)
- "Jo Tumko Ho Pasand Wahi Baat Karenge" (Safar, 1970)
- "Jo Tum Hansoge To" (Kathputli, 1971)
- "Jubaan Pe Dardbharee Daastaan" (Maryada, 1971)
- "Kankaria Maar Ke Jagaya" (Himalay Ki God Mein, 1965)
- "Kabhi Raat Din Hum Door The" (Aamne Samne, 1978)
- "Karle Pyar Karle Aankhen Char" (Sacha Jhoota, 1970)
- "Kasam Na Lo koyee Humse" (Bombay 405 Miles, 1981)
- "Kaun Raha Hai Kaun Rahega" (Sankoch, 1976)
- "Khaike Paan Banaraswala" (Don, 1978)
- "Khai Thi Kasam" (Dil Ne Pukara, 1967)
- "Khush Raho Har Khushi He" (Suhaag Raat, 1968)
- "Koi Jab Tumhara Hraday Tod De" (Purab Aur Paschim, 1970)
- "Koi Koi Aadmi Diwana Hota Hai" (Sweetheart, 1971)
- "Koi Koi Raat Aisi Hoti Hai" ("Banarasi Babu, 1973)
- "Kya Hua Kya Nahin" (Yudh, 1985)
- "Kya Khoob Lagti Ho" (Dharmatma, 1975)
- "Laila O Laila" (Qurbani, 1980)
- "Le Chal Mere Jivan Sathi" (Vishwas, 1969)
- "Main To Ek Khwab Hoon" (Himalay Ki God Mein, 1965)
- "Main Bairagi Nachoon Gaoon" (Bairaag, 1976)
- "Main Doob Jatah Hoon" (Black Mail, 1973)
- "Main Pyasa Tum Sawan" (Faraar, 1975)
- "Main Teri Mohabatt Mein" (Tridev, 1989)
- "Main Tujhe Milne Aayee Mandir" (Heera", 1973)
- "Mere Desh Ki Dharti" (Upkar, 1967)
- "Mere Dil Ne Jo Maanga" (Rakhwala, 1971)
- "Mera Jeevan Kora Kagaz" (Kora Kagaz, 1973) — this soundtrack won a Filmfare Award and topped in Binaca Geetmala for the year 1974.
- "Meri Lotery Lag" (Holi Aayi Re, 1970)
- "Mere Mitwa Mere Meet Re" (Geet, 1970)
- "Mere Toote Hue Dil Se" (Chhalia, 1960)
- "Meri Jaan Kuch Bhi Keejiye" (Chhalia, 1960)
- "Meri Pyari Behaniya" (Sacha Jhoota, 1970)
- "Mile Mile Do Badan" (Black Mail, 1973)
- "Mujhe Kahte Hai Kallu Qawal" (Dulha Dulhan, 1964)
- "Na Na Karte Pyar Tumhin Se" (Jab Jab Phool Khile, 1965)
- "Nafarat Karne Walon Ke" (Johny Mera Naam, 1970)
- "Na Koi Raha Hai Na Koi Rahega" (Johar Mehmood in Goa, 1965)
- "Naino Mein Nindiya Hai" (Joroo Ka Ghulam, 1972)
- "Nazar Ka Jhuk Jana" (Passport, 1961)
- "O Dilbar Jaaniye" (Haseena Maan Jayegi, 1968)
- "Oh Mere Raja" (Johny Mera Naam, 1970)
- "O Sathi Re Tere Bina bhi" (Muqaddar Ka Sikander, 1978)
- "Pal Pal Dil Ke Paas" (Black Mail, 1973)
- "Pal bhar ke liye" (Johny Mera Naam, 1970)
- "Pardesiyon Se aakhiyan milana" (Jab Jab Phool Khile, 1965)
- "Peene Walo Ko Peene Ka Bahana" (Haath Ki Safai, 1974)
- "Peete Peete Kabhi Kabhi" (Bairaag, 1976)
- "Phool Tumhe Bheja Hai Khat Main" (Saraswatichandra, 1968)
- "pyar to ek din hona thaa" (Ek Shrimaan Ek Shrimati, 1969)
- "Pyar Se Dil Bhar De" (Kab Kyoun Aur Kahaan, 1970)
- "Qasme Wade Pyar Wafa" (Upkar, 1967)
- "Rafta Rafta Dekho Meri" (Kahani Kismat Ki, 1973)
- "Rahne Do Rahne Do, Gile Shikwe" (Rakhwala, 1971)
- "Saaz-E-Dil Chhed De" (Passport, 1961)
- "Sabke Rahte Lagta Hai Jaise" (Samjhauta, 1973)
- "Samjhauta Gamon Se Karlo"(Samjhauta, 1973)
- "Salaam-e-ishq Meri Jaan" (Muqaddar Ka Sikander 1978)
- "Sama he suhana suhana"(Ghar Ghar Ki Kahani), 1970)
- "Sukh Ke Sab Saathi" (Gopi, 1970)
- "Tera Saath Kitna Pyara" (Jaanbaaz, 1986)
- "Tere Hoton Ke do phool" (Paras, 1971)
- "Tere Naina Kyon Bhar Aaye" ("Geet, 1971)
- "Teri raho me khade hai dil tham ke" (Chhalia, 1960)
- "Teri Zulfein Pareshan" (Preet Na Jane Reet, 1963)
- "Thoda Sa Thehro" (Victoria No 203,1972)
- "Tirchi Topiwale" (Tridev, 1989)
- "Tum Ko Mere Dil Ne Pukara" (Rafoo Chakkar, 1975)
- "Tum Mile Pyar Se"(Apradh, 1972)
- "Tum Se Door Reh Ke" (Adalat, 1976)
- "Tu Kya Jane" (Haadsaa, 1983)
- "Tu Kya Jane Wafaa O Bewafa" (Haath Ki Safai, 1974)
- "Tu Na Mili To Hum Jogi Baan Jayenge" (Victoria No. 203, 1972)
- "Tu yaar Hai Mera" (Kahani Kismat Ki, 1973)
- "Vaada Kar Le Sajna" (Haath Ki Safai, 1974)
- "Waqt Karta Jo Wafa" (Dil Ne Pukara, 1967)
- "Yaari Hai Meri Imaan" (Zanjeer, 1973)
- "Yeh Bombay Saher Hai Haadsaa" (Haadsaa, 1983)
- "Yeh Duniyawale Poochhenge" (Mahal), 1969)
- "Yeh Mera Dil" (Don, 1978)
- "Yeh Raat Hai Pyasi Pyasi" (Chhoti Bahu, 1971)
- "Yeh Sama, Sama hai yeh pyar Ka" (Jab Jab Phool Khile, 1965)
- "Y.O.G.A Karo Yoga Yoga" (Haadsaa, 1983)
- "Ye Do Diwane Dilke, Chale" (Johar Mehmood in Goa, 1965)
- "Ye Vada Raha" (Professor Pyarelal,1981)
- "Yunhi Tum Mujhse Baat Karti Ho" (Sachaa Jhutha, 1970)
- "Yudh Kar" (Yudh, 1985)
- "Zindagi Ka Safar Hai Ye Kaisa Safar" (Safar, 1970)
- "Zuban Pe Dard Bhari Dastan" (Maryada, 1971)
- "My Guru" (Thicker Than Water, 2003)

## Asociaciones
Prakash Mehra
- Haseena Maan Jayegi
- Zanjeer
- Haath Ki Safai
- Hera Pheri
- Muqaddar Ka Sikandar
- Lawaaris
- Ghungroo
- Imaandaar
- Jaadugar

Manoj Kumar
- Upkar
- Purab Aur Paschim

Feroz Khan
- Apradh
- Dharmatma
- Qurbani
- Janbaaz

Manmohan Desai
- Chaliyaa
- Bluff Master
- Sachaa Jhutha

Sultan Ahmed
- Heera
- Ganga Ki Saugandh
- Dharamkaanta
- Daata

Rajiv Rai
- Yudh
- Tridev

Gulshan Rai
- Vidhaata
- Johny Mera Naam

Subhash Ghai
- Kalicharan